# Onódi Ákos
Onódi Ákos (2001. szeptember 2. –)  magyar utánpótlás-válogatott labdarúgó, kapus, a Szeged játékosa.

## Pályafutása

### Klubcsapatokban
Pályafutását a Győri ETO-ban kezdte, ahol korosztályának az egyik legtehetségesebb tagjaként elnyerte a Fehér Miklós-díjat is. 2017 februárjában a Liverpool FC-nél szerepelt próbajátékon. A 2017–2018-as másodosztályú bajnokságban három találkozón védte a Győr kapuját, majd 2018 októberében Angliába, az Aston Villa csapatához igazolt. 2019 nyarán profi szerződést írt alá a birminghami klubbal. Az ezt követő években az Aston Villa korosztályos csapataiban védett. A felnőttek között 2021. január 8-án, egy Liverpool elleni FA-kupa-találkozón mutatkozott be. A mérkőzést a Liverpool nyerte meg 4–1-re, annak ellenére, hogy Onódi több bravúrt is bemutatott és csapata egyik legjobbja volt. A 2020–2021-es szezonban 16 bajnokin lépett pályára az U23-as, és 18 találkozón az U18-as korosztályos bajnokságban. 2021 júliusában profi szerződést kötött a klubbal, amely kölcsönadta a hetedosztályú Bromsgrove Sportingnak a 2021–2022-es szezon végéig.
2022. augusztus 25-én aláírt a ciprusi első osztályú Akritasz Hlorakasz csapatához. Állítása szerint több angol és olasz klub érdeklődött iránta, amelyek ajánlatait elutasította, mivel harmadik számú kapusnak akarták szerződtetni.  A ciprusi első osztályban az Akritasnál tartalékkapus volt, az első csapatban nem lépett pályára, de a kispadon 32 alkalommal ült. 2023. július 1-jén közös megegyezéssel szerződést bontottak vele, miután a csapata kiesett a ciprusi másodosztályba.
2024. január 5-én két és fél évre szóló szerződést kötött a Szegeddel.

## Statisztika

### Klubcsapatokban
2023. november 27-én frissítve.
| Klub            | Szezon         | Bajnokság      | Bajnokság     | Bajnokság | Országos kupa | Országos kupa | Ligakupa      | Ligakupa | Egyéb         | Egyéb | Összesen      | Összesen |
| Klub            | Szezon         | Bajnokság      | Pályára lépés | Gól       | Pályára lépés | Gól           | Pályára lépés | Gól      | Pályára lépés | Gól   | Pályára lépés | Gól      |
| --------------- | -------------- | -------------- | ------------- | --------- | ------------- | ------------- | ------------- | -------- | ------------- | ----- | ------------- | -------- |
| Győr            | 2017–18        | NB II          | 3             | 0         | 0             | 0             | —             | —        | 0             | 0     | 3             | 0        |
| Aston Villa     | 2020–21        | Premier League | 0             | 0         | 1             | 0             | 0             | 0        | 0             | 0     | 1             | 0        |
| Aston Villa U21 | 2020–21        | —              | —             | —         | —             | —             | —             | —        | 2             | 0     | 2             | 0        |
| Karrier összes  | Karrier összes | Karrier összes | 3             | 0         | 1             | 0             | 0             | 0        | 2             | 0     | 6             | 0        |

## Család
Az olimpiai bajnok tornász Ónodi Henrietta unokaöccse.